# Izz ad-Din Tabo
Izz ad-Din Tabo (arabiska عزالدين طابو) född 1940 i Al-Aziziyya i provinsen Wasit, död 30 december 2010 i Bagdad. var en irakisk skådespelare som är känd från den irakiska tv-serien Natten Varger II, där hans rollperson heter Hamdi Abu Shwareb 

## Roller på film, scen och TV
- Ghazi av Irak (arabiska الملك غازي). Irakisk film. Premiär 1993.
- Natten Varger II (arabiska ذئاب الليل ج2) TV-serie. Premiär 1996. Spelade: Hamdi Abu Shwareb.